# Altshausen
Altshausen település Németországban, azon belül Baden-Württembergben. Lakosainak száma 4161 fő (2023. december 31.). Altshausen Aulendorf és Boms községekkel határos.

## Népesség
A település népessége az elmúlt években az alábbi módon változott:
| Lakosok száma | 3386 | 4021 | 4312 | 5029 | 3896 | 4512 | 4497 | 4677 | 4003 | 4161 |
|               | 1961 | 1967 | 1974 | 1980 | 1987 | 1993 | 2000 | 2006 | 2013 | 2023 |